# Abu al-Faraj al-Isfahani
Abu Al-Faraj Al-Isfahani (de son vrai nom Ali ibn Husein ibn-Muhammad ibn-Ahmed al-Kurayshi) (en arabe : أبو الفرج الإصفهاني) est un auteur arabe originaire de Quraysh né à Ispahan en 897 et mort à Bagdad en 967.

## Biographie
Aboulfaradj Ali ben Hosaïn Isfahani, c'est-à-dire natif d’Ispahan, vint au monde dans cette ville, l'an 284 de l'hégire. Il descendait de Merwan, le dernier khalife de la dynastie des Omeyyades. Transporté à Bagdad dans son bas âge, il y fut élevé et y établit sa demeure. Il se plaça au rang des plus grands littérateurs et des écrivains les plus célèbres. Il était profondément versé dans la connaissance des combats fameux chez les Arabes, dans celle des généalogies et dans la biographie. Il s'occupa aussi de la science des traditions, de la jurisprudence, et s'y rendit également habile. Il serait difficile de citer tous les savants dont il a, dans ses écrits, invoqué le témoignage. Il se faisait remarquer par une mémoire prodigieuse, Abou Ali Tenoukhi assurait que, sur quatre-vingt-dix savants avec lesquels il avait vécu, Aboulfaradj était celui qui savait par cœur le plus de vers, de chansons, d'histoires de faits mémorables, de traditions authentiques, de détails généalogiques; qu'en outre il connaissait parfaitement la grammaire, la lexicographie, les différents arts, la biographie, l'histoire des guerres, et ce qui concerne les festins. Il n'était pas non plus étranger à la fauconnerie, à l'art vétérinaire, à la médecine, à l'astronomie, à l'art de préparer les boissons, et à d'autres genres de connaissances. Ses poésies offrent tout à la fois le mérite d'une érudition solide et les grâces d'un style élégant. Quoique membre de la famille d'Ommaïah, il se montra partisan déclaré des descendants d'Ali.

## Œuvres
Parmi ses œuvres les plus célèbres, on compte :
- Maqātil al-T̩ālibiyyīn (en arabe : مقاتل الطالبيين), ouvrage dans lequel il consacre une notice à la mort de chacun des descendants de ʿAlī ibn Abī T̩ālib décédés de mort violente.
- Adab al-g̍urabā’ (en arabe : أدب الغرباء), ouvrage consacré à la poésie de l'absence.
- Le Livre des Chansons (Kitāb al-Ag̍ānī; en arabe : كتاب الأغاني), qui rassemble une sélection de chants, accompagnés d'informations concernant les poètes qui les ont composés et les chanteurs qui les ont interprétés. Cet ouvrage monumental (il est fréquemment publié en 20 volumes) peut être divisé en trois parties :
  - la première est une sélection de chants rassemblée par le chanteur Ibrāhīm al-Maws̩ilī pour le calife abbasside al-Wāt̠iq;
  - la deuxième est dédiée aux consacrée et aux membres de la famille califale ayant composé des chansons;
  - la troisième à un noyau de chansons sélectionnées par l'auteur.

L'essentiel du livre est donc formé par une alternance entre des vers chantés (nommés s̩awt, en arabe : صوت) et des informations sur l’origine des poésies dont ils sont extraits et la vie du poète qui les composées. La matière poétique et biographique l'emporte donc en volume sur les chansons qui donnent son titre et sa structure à l'ouvrage.
Abū al-Faraǧ enseignait oralement le contenu de ce livre : celui-ci a donc été plusieurs fois remanié, certains passages ont été déplacés.